# Achatocarpus
Achatocarpus es un género de  de árboles y arbustos pertenecientes a la familia Achatocarpaceae. Distribuidos en Sudamérica tropical, principalmente en Argentina. Comprende 15 especies descritas y de estas, solo 10 aceptadas.

## Taxonomía
El género fue descrito por José Jerónimo Triana y publicado en Annales des Sciences Naturelles; Botanique, série 4 9: 45. 1858. La especie tipo es: Achatocarpus nigricans Triana	

## Especies aceptadas
A continuación se brinda un listado de las especies del género Achatocarpus aceptadas hasta septiembre de 2012, ordenadas alfabéticamente. Para cada una se indica el nombre binomial seguido del autor, abreviado según las convenciones y usos.
- Achatocarpus balansae Schinz & Autran
- Achatocarpus brasiliensis H.Walter
- Achatocarpus brevipedicellatus H.Walter
- Achatocarpus gracilis H.Walter
- Achatocarpus hasslerianus Heimerl
- Achatocarpus microcarpus Schinz & Autran
- Achatocarpus nigricans Triana
- Achatocarpus oaxacanus Standl.
- Achatocarpus praecox Griseb.
- Achatocarpus pubescens C.H.Wright